# My Lady
My Lady é uma canção de gênero R&B-rap do grupo masculino sino-coreano EXO, interpretada pelos subgrupos EXO-K e EXO-M. Disponível em coreano e mandarim, a canção foi incluída em seu primeiro álbum de estúdio, XOXO, que foi lançado digitalmente em 3 de junho de 2013, sob o selo da gravadora SM Entertainment.
A faixa em desenvolvimento, "My Lady" foi gravada em 2011, mas não foi incluída no primeiro EP do EXO, Mama, que foi lançado no início de 2012. É também a primeira música que foi revelada, uma vez que foi destaque no vídeo teaser de estréia do grupo.

## Composição
"My lady", de acordo com site de música coreana Naver, usa guitarra elétrica em seu ritmo. A faixa foi composta e arranjada por Hitchhiker, um contemporâneo produtor musical sul-coreano que tem relações de longo prazo com a SM Entertainment. Produziu muitas músicas para vários artistas da SM Town como as canções de sucesso "Pinocchio (Danger)" e "Zig Zag" do f(x). A letra para a versão em coreano foi escrita por Kim Bumin que é conhecido por trabalhar em colaboração com Hitchhiker escrevendo letras para quase todas as músicas produzidas por ele. Liu Yuan escreveu a versão em mandarim da música, bem como para outras três faixas do álbum. A letra de "My Lady" fala da confissão de um homem para o seu amor (a senhora), pedindo-lhe para serem mais do que "apenas amigos".

## Lançamento
A faixa em 'desenvolvimento' foi produzida e gravada , em 2011, antes da estréia oficial do EXO na indústria de entretenimento, mas não foi incluída em seu primeiro EP Mama. A canção foi usada como música de acompanhamento para o seu vídeo teaser de estreia com a coreografia feita pelo membro Kai. O vídeo foi liberado no canal oficial no Youtube da SM em 22 de dezembro de 2011. Mais tarde, a canção também foi usada na quarto vídeo teaser de estréia do grupo que foi a versão sem cortes derivada do primeiro, que foi divulgado em 30 de dezembro de 2011. Isso também faz com que "My Lady", seja a primeira canção revelada pelo EXO em sua carreira artística. A música foi finalmente lançada como a décima faixa no primeiro álbum de estúdio do grupo XOXO, que foi lançado em 3 de junho de 2013.

## Recepção
"My Lady" ganhou opiniões favoráveis dos críticos de K-pop. O popular site de notícias de K-pop Allkpop, comentou que a canção tão esperada não decepcionou e foi bem em seu próprio direito. Seoulbeats também ficou satisfeito com a canção apontando que "My Lady" se destacou e foi o fim perfeito para o álbum, elogiando os sons de guitarra simples, decorados com correias vocais e batidas rápidas. O crítico McRoth observou que a composição da canção é 'absurdamente impressionante'. "Apenas o trabalho do EXO foi para tornar o som perfeito: [que] eles fizeram", acrescentou.

## Desempenho nas paradas
| Gráfico (2013)               | Melhores posições |
| ---------------------------- | ----------------- |
| Gaon Singles chart           | 64                |
| Gaon Monthly Singles chart   | 159               |
| Gaon Local Singles chart     | 64                |
| Gaon Streaming Singles chart | 183               |
| Gaon Download Singles chart  | 43                |
| Gaon Background Music chart  | 58                |
| Billboard K-Pop Hot 100      | 67                |

| Gráfico (2013)                           | Melhores posições |
| ---------------------------------------- | ----------------- |
| Gaon International Singles chart         | 36                |
| Gaon Monthly International Singles chart | 169               |